# Canicossa
Canicossa è una frazione del comune di Marcaria, in provincia di Mantova.
Antico borgo risalente al XIII secolo, al centro di proprietà feudali sorge a ridosso del fiume Oglio.

## Monumenti e luoghi d'interesse
- Chiesa di San Mariano martire
- Villa Luzzara, del XVII secolo